# D-ダイマー
D-ダイマー (D-dimer) はフィブリンがプラスミンによって分解される際に産生されるフィブリン分解産物（ fibrin degradation product: FDP）の一要素で、血栓が線溶によって分解された後に血液中に存在する小さなタンパク質断片である。フィブリン蛋白質の2つのDフラグメントが架橋によって結合し、蛋白質二量体（Protein dimer）を形成することから、この名がある。
1990年代に導入されて以来、D-ダイマーは静脈血栓塞栓症などの血栓性疾患が疑われる患者に対して実施される血液検査において、血栓症の判定に用いられる重要な検査となっている。

## 原理
モノマーのフィブリノゲンは D分画と E分画から D−E−D という構造を、ポリマーのフィブリンは …−D−D−E−D−D−E−D−D−E−D−… という構造を持つ。フィブリンは線溶系においてプラスミンによって分解され、これはフィブリンの分画の D−E 間、及びフィブリンがポリマーとなった際の D−D 間の結合を切ることで行われる。その際、ポリマーとなったフィブリンが第XIII因子によって修飾を受け、D−D 間の結合が強固なものとなっているとプラスミンはこの結合を切ることができず、D−D 分画と E 分画を残すように作用する。このときの、分解産物である D−D 分画をD-ダイマーという。
凝固、すなわち血栓の形成は、凝固カスケードのタンパク質が、損傷した血管壁との接触や組織腔内のコラーゲンとの接触によって（内因性経路）、または組織活性化因子による第VII因子の活性化によって（外因性経路）、活性化されることによって起こる。どちらの経路でも、可溶性血液タンパク質フィブリノゲンをフィブリンに変化させる酵素であるトロンビンが生成され、フィブリンは原線維に凝集する。次いで、もう一つのトロンビン生成酵素である第XIII因子が、フィブリン原線維をDフラグメント部位で架橋し、血栓形成の足場となる不溶性ゲルの形成をもたらす。
フィブリン分解の主要酵素であるプラスミン循環酵素は、フィブリンゲルを数カ所で切断する。その結果生じた断片である "高分子量ポリマー "はプラスミンによってさらに数回消化され、中間ポリマー、さらに低分子ポリマー（フィブリン分解産物またはFDP）に至る。しかし、2つのDフラグメント間の架橋は無傷のままであり、フィブリンフラグメントが十分に消化されると、これらは表面に露出する。D-ダイマーの構造は、2つのDドメインからなる180kDa、または195kDaの分子、あるいは元のフィブリノゲン分子の2つのDドメインと1つのEドメインからなる340kDaの分子である。血液中のD-ダイマーの半減期は約6～8時間である。

D-ダイマーは、基準値が0になることは決してない。常に体内では凝固線溶が連続的に継続しているためである。D-ダイマーアッセイは、D-ダイマー断片上の特定のエピトープに対するモノクローナル抗体の結合に依存する。いくつかの検出キットが市販されているが、いずれもD-ダイマーに対する異なるモノクローナル抗体に依存している。これらのうちいくつかは、抗体が結合するD-ダイマーの領域が既知である。そして、抗体の結合は、様々な実験室の方法の一つによって定量的に測定される。

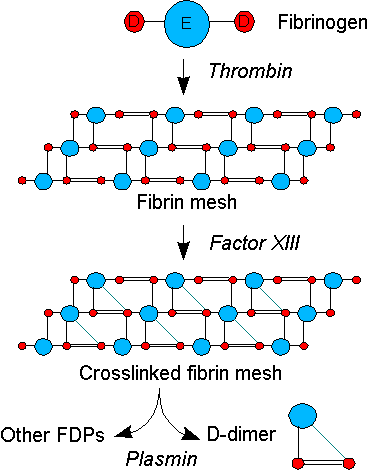
D-ダイマー生成過程

## 診断的意義
D-ダイマーは播種性血管内凝固症候群によって産生されるため、本症を示す臨床検査として用いられる。また、COVID-19感染に伴う凝固障害の予測バイオマーカーとして使用される。このタンパク質の4倍増加は、COVID-19で入院した人の予後不良の指標である。
肺血栓塞栓症、心房細動に伴う心房内血栓、大動脈解離、深部静脈血栓症などでも有用とされている。深部静脈血栓症においては、リスク評価をしたうえでの検査が効率的と報告されている。
深部静脈血栓症における感度・特異度を上げるには、カットオフ値を年齢×10μg/Lとすれば良いという報告もある。従来の一律のカットオフ値（500μg/L）では加齢に伴い特異度が低下していた。年齢によりカットオフ値を変えることで、感度97％を維持したまま特異度を上げ得ることが示唆された。
発症24時間以内の血中D-ダイマー値が500ng/mL(500μg/L)未満であれば、急性大動脈解離と肺塞栓は除外可能であるという報告がある。
YEARSアルゴリズムなどでの臨床的検査前確率が低いことと D-ダイマー値が 1000 ng/mL (1000 μg/L、1.0 μg/mL、1.0 mg/L) 未満であることを組み合わせることで肺塞栓症リスクをより正確に評価できる。
D-dimerを急性大動脈解離の診断に用いた場合，その診断能はカットオフ値により変化するが、感度92～100％、特異度54～73％と報告されている。

## 迅速診断機器
臨床現場における迅速診断(Point of care testing; POCT)機器・試薬としてラピッドピアおよびラピッドチップDダイマー(積水メディカル製造販売)、cobas h232 plusおよび「カーディアック試薬 D-ダイマー」(ロシュ・ダイアグノスティックス製造販売)が日本では販売されている。